# Peter Assion (Fußballtrainer)
Peter Assion (* 24. August 1959) ist ein deutscher Fußballtrainer und ehemaliger -spieler.

## Spielerkarriere
Er begann beim SC Geislingen, über den 1. FC Eislingen ging es zu den Amateuren des VfB Stuttgart. Danach spielte er beim 1. Göppinger SV. Als Profi spielte Assion von 1983 bis 1988 ausschließlich beim SSV Ulm 1846 in der 2. Bundesliga. Assion spielte 119 Mal in der zweiten Liga und erzielte dabei zwei Tore. Hinzu kamen 20 Oberligaspiele (drei Tore) in der Meistersaison 1985/86. Nach Ulm folgten noch die Stationen 1. FC Pforzheim und FC Memmingen.

## Trainerkarriere
Assions erste Trainerstation war als Spielertrainer beim Vorarlberger Verein SC Austria Lustenau, wurde auf Anhieb Meister, und stieg mit dem Club in die 2. Division auf. Nach der Saison 1992/93 machte er ein Jahr Pause. 1994/95 war er Trainer bei SC Schwarz-Weiß Bregenz, errang die Meisterschaft, und stieg mit dem Club in die 1. Division in Österreich auf. 2000/01 trainierte er seinen Heimatklub SSV Ulm 1846 in der 2. Bundesliga, und war von 1999 bis 2001 in verantwortlicher Managementposition beim SSV Ulm 1846. Danach war er Sportchef bei SV Austria Salzburg und dann kurzzeitig Trainer der Mozartstädter. 2007 wurde er Sportdirektor bei Wacker Burghausen. Ab dem 31. März 2008 übernahm er zusätzlich das Traineramt und qualifizierte sich mit dem Club für die neue 3. Liga in Deutschland Wacker Burghausen als Ersatz für den entlassenen Ingo Anderbrügge. Von Juli 2009 bis Oktober 2010 war Assion sportlicher Leiter von Austria’s New Footballstar, das im Herbst 2010 als Casting-Format auf PULS 4 ausgestrahlt wurde.

## Marketing
Zusammen mit Matthias Klesen, dem Marketingleiter eines regionalen Mineralbrunnens, ließ Assion von der ganzen Bundesligamannschaft des SSV Ulm 1846 vielbeachtete erotische Fotos aufnehmen und auf Großflächenplakaten publizieren.